# 塔伊兹大学
塔伊兹大学（阿拉伯语：‎）是位于也门塔伊茲的一所公立大学，成立于1995年。
塔伊兹大学的数个院系在大学成立前隶属于萨那大学。

## 学院
- 教育学院
- 理学院
- 医学院
- 文学院
- 行政管理学院
- 法学院
- 工程和信息技术学院
- 教育、文理学院（Al-Turbah分校）
- 计算机和信息技术学院（Al-Turbah分校）